# The Boomtown Rats
The Boomtown Rats est un groupe de rock irlandais, originaire de Dún Laoghaire. Le groupe est mené par le chanteur Bob Geldof. Les autres membres du groupe sont Garry Roberts (guitare solo), Johnnie Fingers (claviers), Pete Briquette (basse), Gerry Cott (guitare rythmique) et Simon Crowe (batterie). The Boomtown Rats se séparent en 1986, mais se reforment en 2013, sans Johnnie Fingers ni Gerry Cott.

## Biographie

### Première période
Les Boomtown Rats sont formés en 1975 à Dún Laoghaire, une ville portuaire proche de Dublin, en république d'Irlande. Leur nom vient d'un gang cité par Woody Guthrie dans son autobiographie. Ses membres étaient Bob Geldof (chanteur), Johnnie Fingers (clavier), Garry Roberts (guitare), Gerry Cott (guitare), Pete Briquette (basses) et Simon Crowe (batterie). Les plus grands succès du groupe sont les singles Rat Trap (premier numéro un d'un groupe irlandais au Royaume-Uni) et I Don't Like Mondays (numéro un au Royaume-Uni pendant quatre semaines).
En été 1976, le groupe joue son premier concert à Londres, puis aux Pays-Bas (Groningue et au Milky Way Club d'Amsterdam) avant de se relocaliser à Londres et signer au label Ensign Records plus tard la même année. Leur premier single, Lookin' After No. 1, est publié en août 1977. Il atteint le Top 40 de l'UK Singles Chart,. L'album The Boomtown Rats est publié le mois suivant. Il comprend un autre single, Mary of the 4th Form. Leur nouvel album, A Tonic for the Troops (1978), comprend trois singles à succès, Like Clockwork, She's So Modern et Rat Trap. La version américaine de l'album (avec une légère différence dans la liste des titres) est publiée l'année suivante au label Columbia Records. Robert John « Mutt » Lange produira Rat Trap, la première chanson rock du groupe à atteindre la première place au Royaume-Uni. Rat Trap est aussi la première chanson new wave à atteindre la première place,.
I Don't Like Mondays est publié en 1979. Ce single, qui s'inspire de la fusillade perpétrée par Brenda Ann Spencer atteint la première place des classements britanniques. Il est un succès planétaire, à l'exception des États-Unis. Il est le seul single du groupe à atteindre le Billboard Hot 100 américain, et le premier de l'album, The Fine Art of Surfacing. L'album comprend aussi Diamond Smiles et leur hit Someone's Looking at You. En 1980 Banana Republic est publié et atteint le top 10.

### Retour
The Boomtown Rats se reforme en 2013. En juin 2013, le groupe est annoncé en tournée britannique et irlandaise en soutien à une nouvelle compilation, Back to Boomtown: Classic Rats Hits. En avril 2017, le groupe revient pour la première fois en studio depuis la sortie de l'album In the Long Grass en 1984. Leur nouvel album, prévu pour fin 2017, sort finalement le 13 mars 2020 et s’intitule Citizens of Boomtown.

## Membres

### Membres actuels
- Bob Geldof - chant, guitare, harmonica (1975-1986, depuis 2013)
- Garry Roberts - guitare solo, chœurs (1975-1986, depuis 2013)
- Pete Briquette - basse, claviers, chœurs (1975-1986, depuis 2013)
- Simon Crowe - batterie, percussions, chœurs (1975-1986, depuis 2013)

### Anciens membres
- Gerry Cott - guitare rythmique, chœurs (1975–1981)
- Johnnie Fingers - claviers, piano, chœurs (1975-1986)